# عبدالمجید بن عطیه
عبدالمجید بن عطیه (انگلیسی: Abdelmadjid Benatia؛ زادهٔ ۱۲ دسامبر ۱۹۸۴) بازیکن فوتبال اهل الجزایر است.
از باشگاه‌هایی که در آن بازی کرده‌است می‌توان به باشگاه فوتبال شباب بلوزداد، باشگاه فوتبال مولودیه وهران، و باشگاه فوتبال قسنطینه اشاره کرد.
وی همچنین در تیم ملی فوتبال الجزایر بازی کرده‌است.